# 角行 (富士講)

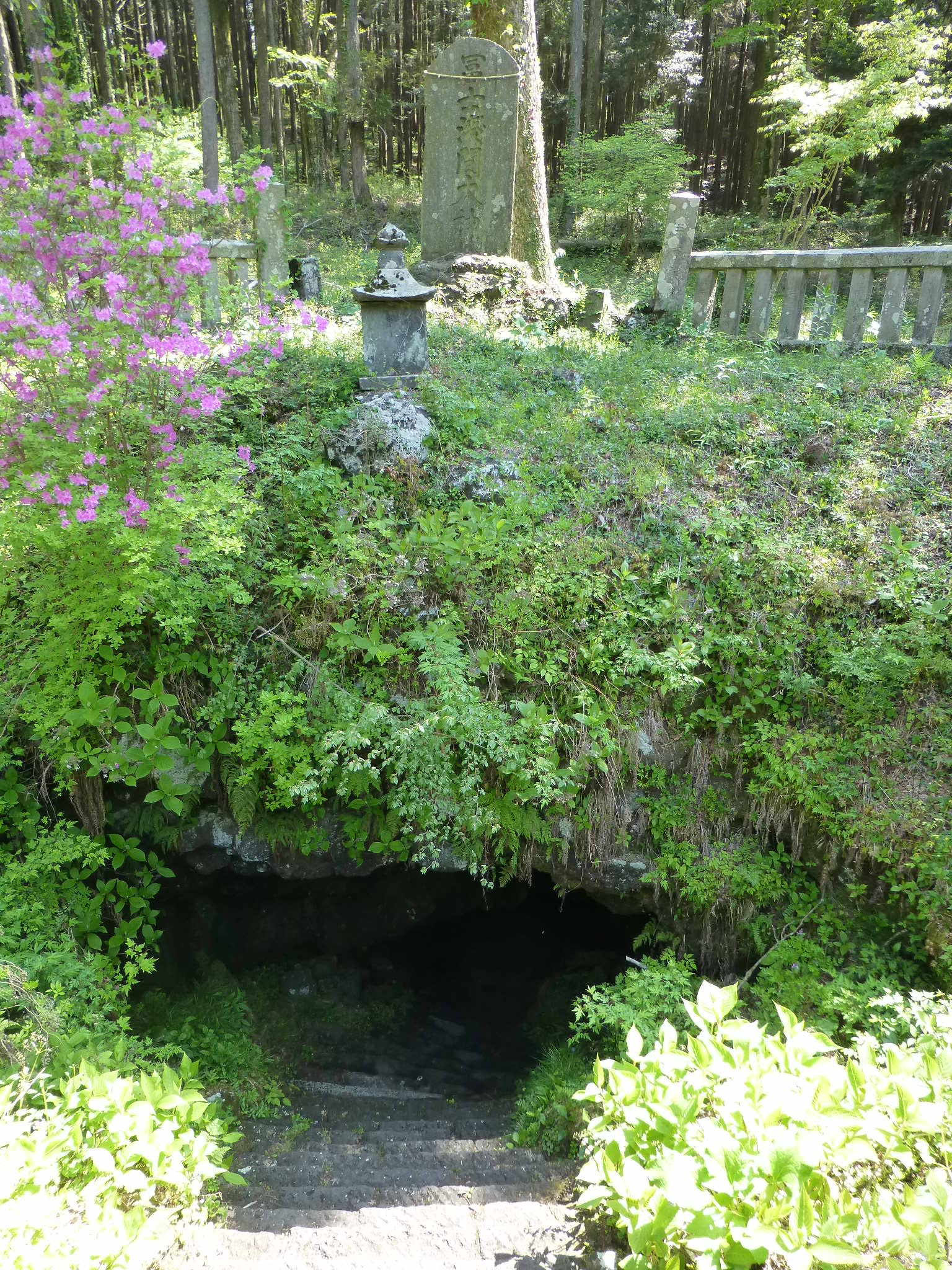
人穴富士講遺跡（静岡県富士宮市人穴）。角行はここで修行したとされる。

角行（かくぎょう、天文10年1月15日（1541年2月10日） - 正保3年6月3日（1646年7月15日））は、江戸時代に富士講を結成した人びとが信仰上の開祖として崇拝した人物。大職冠藤原鎌足の子孫。長崎の武士の左近大輔原久光の子として生まれる。俗名、長谷川左近藤原邦武。

## 伝記
角行の伝記には数種あり、それぞれが内容を異にする。しかし、応仁以来の戦乱の終息と治国安民を待望する父母が北斗星（または北辰妙見菩薩）に祈願して授かった子だとする点や、7歳で北斗星のお告げをうけて己の宿命を自覚し、18歳で廻国修行に出たとする点などは共通して記された。そうした共通記事に即して角行の行状を理解すれば、それはおよそ次のようである。
当初修験道の行者であった角行は、常陸国（一説には水戸藤柄町）での修行を終えて陸奥国達谷窟（悪路王伝説で著名）に至り、その岩窟で修行中に役行者よりお告げを受けて富士山麓の人穴（静岡県富士宮市）に辿り着く。そして、この穴で4寸5分角の角材の上に爪立ちして一千日間の苦行を実践し、永禄3年（1560年）「角行」という行名を与えられる。
その後、角行は富士登拝や水垢離を繰り返しつつ廻国し、修行成果をあげるたびに仙元大日神より「フセギ」や「御身抜」（おみぬき）という独特の呪符や曼荼羅を授かった。なお、「フセギ」は、特に病気平癒に効力を発揮する呪符であったらしく、江戸で疫病が万延した際にはこれを数万の人びとに配して救済したという。

## 後継
後継者は二世日行日玵（にちぎょうにちがん）、三世赤葉玵心（あかばがんしん）、四世前野月玵（まえのげつがん）、五世村上月心と続いた。村上月心の死後は、月心の二男、六世村上光清（1682年 - 1759年）の光清派（富士御法家）と、玵心あるいは月玵の弟子月行劊忡（げつぎょうそうじゅう）から食行身禄（じきぎょうみろく、1671年 - 1733年）への身禄派がある。
身禄派は枝講を認めたため、そこからさらに清康派、伊勢派、出雲派など、俗に「八百八講」と呼ばれる多数の派を生んだ。その中から主流として、食行の三女伊藤一行（お花あるいは花子）に連なるとする小谷三志が神仏混合を拝して神道の一派として不二道を成し、明治維新のころ大きく教派神道の柴田花守率いる実行教と宍野半率いる扶桑教へと別れた。また、丸山教なども生まれたが、そのままの形で残る講も複数あった。
光清派（富士御法家）は枝講を認めなかったため昭和に入り断絶するが、その後継を称する宗教として冨士教が存在する。

## 著書
- 『三十一日の巻』